# (1063) Aquilegia
Aquilegia és l'asteroide número 1063. Va ser descobert per l'astrònom Karl Wilhelm Reinmuth des de l'observatori de Heidelberg (Alemanya), el 6 de desembre de 1925.